# Bijlmerweide

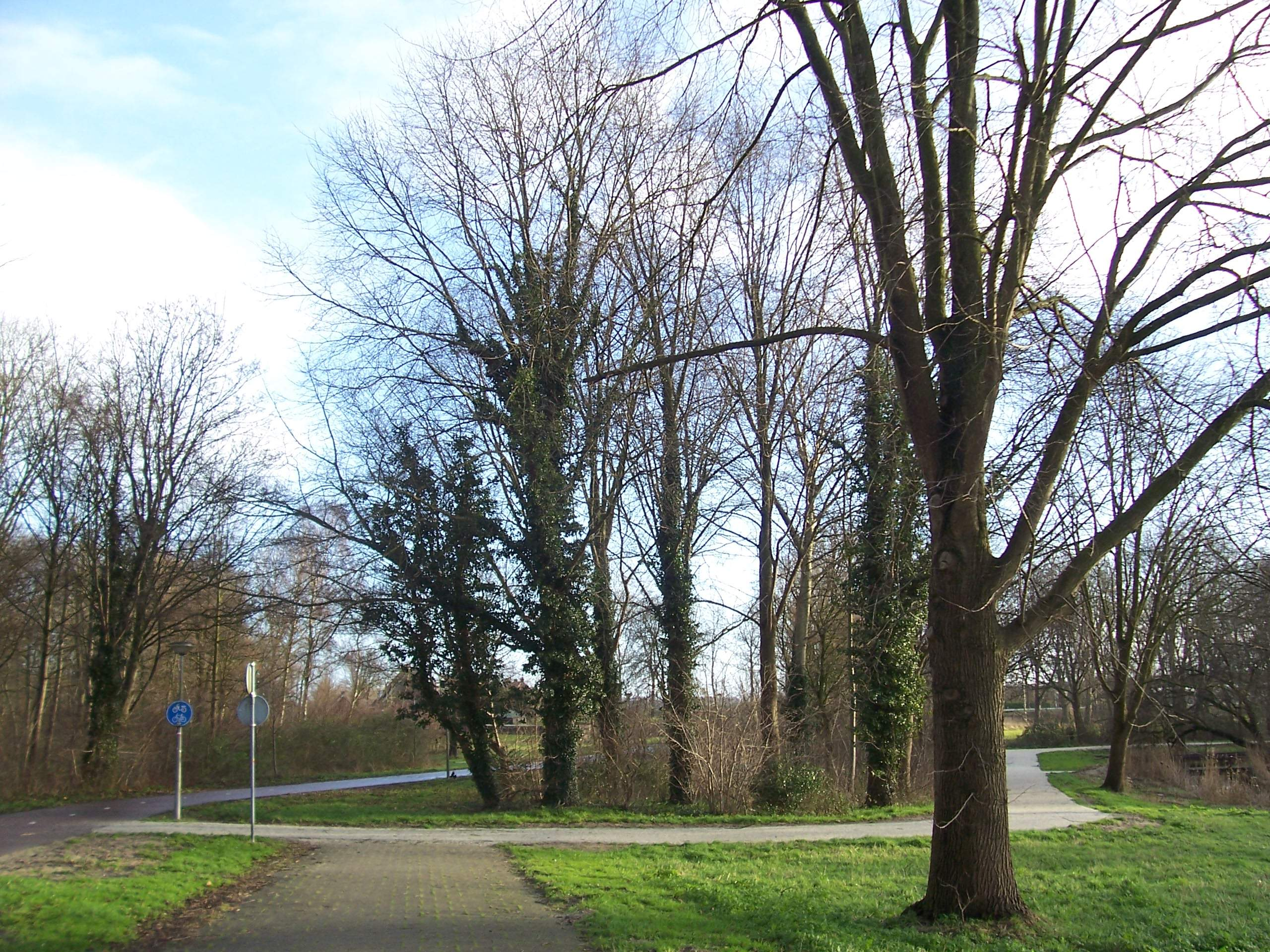
Bijlmerweide met bomen, 30 december 2011.

De Bijlmerweide is een park in Amsterdam-Zuidoost. Het park is gelegen ten oosten van de laagbouwwijken Kantershof en Geerdinkhof, ten westen van de rivier de Gaasp en het Diemerpark, ten noorden van het Gaasperpark en Gaasperplas en ten zuiden van het industriegebied Verrijn Stuartweg in Diemen. De Veeneikbrug, een fiets- en voetgangersbrug, verbindt de Bijlmerweide over de Gaasp met het Diemerbos.

## Park
Het park is aangelegd in de jaren 1970, rond 1975, gelijktijdig met de oplevering van het Kantershof en Geerdinkhof. In 1976 werd het grootste kunstwerk van Nederland, Wildzang, geplaatst, dat een mensenleven mee zou moeten gaan. Het werd echter een kort 'mensenleven' aangezien in 1987 al werd besloten het kunstwerk niet meer bij te houden wegens te snelle achteruitgang. De laatste sporen van het kunstwerk waren rond 2009 nog te zien en de allerlaatste resten waren in 2013 nog gevonden in bosschages. Het waterwerk in de Bijlmerweide is uitgebreid en meer op elkaar is aangesloten in 2014 en 2015. Ook werden vanaf december 2014, 19 bruggen (max. 5 ton last) vervangen. De werkzaamheden waren in maart 2015 grotendeels afgerond. De skatebaan is in 2015 in de E-buurt van de Bijlmermeer geplaatst, die stond niet meer in het bestemmingsplan van de Bijlmerweide. Op de plaats van Wildzang is in en rond 2016 een groot kinderparcours gemaakt voor 95% van natuurlijk materiaal uit de Bijlmerweide zelf. Evenwichtspaaltjes, smalle bruggetjes, een kabelbaan en dergelijke. In 2019 is een bord op palen geplaatst met het opleveringsjaar (2016) en het bedrijf dat de werkzaamheden uitvoerde.

## Bijzonderheden
De Bijlmerweide kent slechts één huisnummer. Op nummer 1 is gevestigd "Vogel- en zoogdierenopvang De Toevlucht", dat gevestigd is op een eiland in het park. In het park is een aantal “illegale” verkeersborden te zien van kunstenaar Peter Vial. Deze kunstenaar trof bij een bezoek aan het park verwaarloosde verkeersborden aan en drong aan op vernieuwing. Dit zou echter tijden gaan duren, dus verving hij ze door eigen exemplaren, niet geschilderd, maar voorzien van mozaïek. Deze bleken echter niet rechtsgeldig te zijn en moesten dus aangevuld worden door middel van “echte” verkeersborden. Om deze kleine kunstwerkjes voor sloop te behoeden kregen ze een gemeentelijke plaatje “kunstuiting” onder het bord. Achter de borden bevindt zich een wandelpaadje, met daarbij ook natuurlijke kunstuitingen, waarvan enkele al in slechtere staat zijn, door natuurlijk verval.

## Afbeeldingen

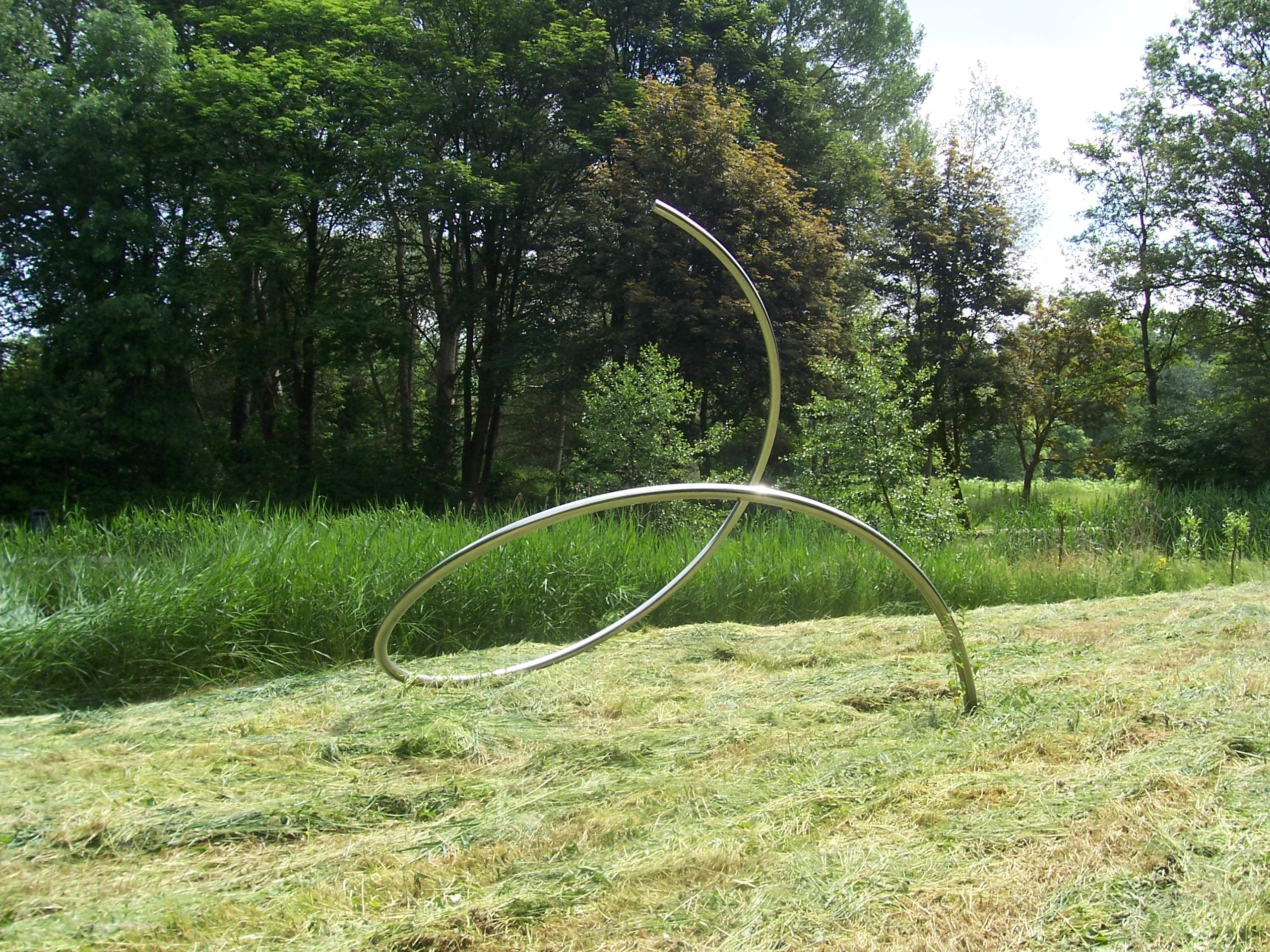
"Spiraalobject" (monolinear), kunstwerk van Maarten Manson. (1977) (genomen in 2012)
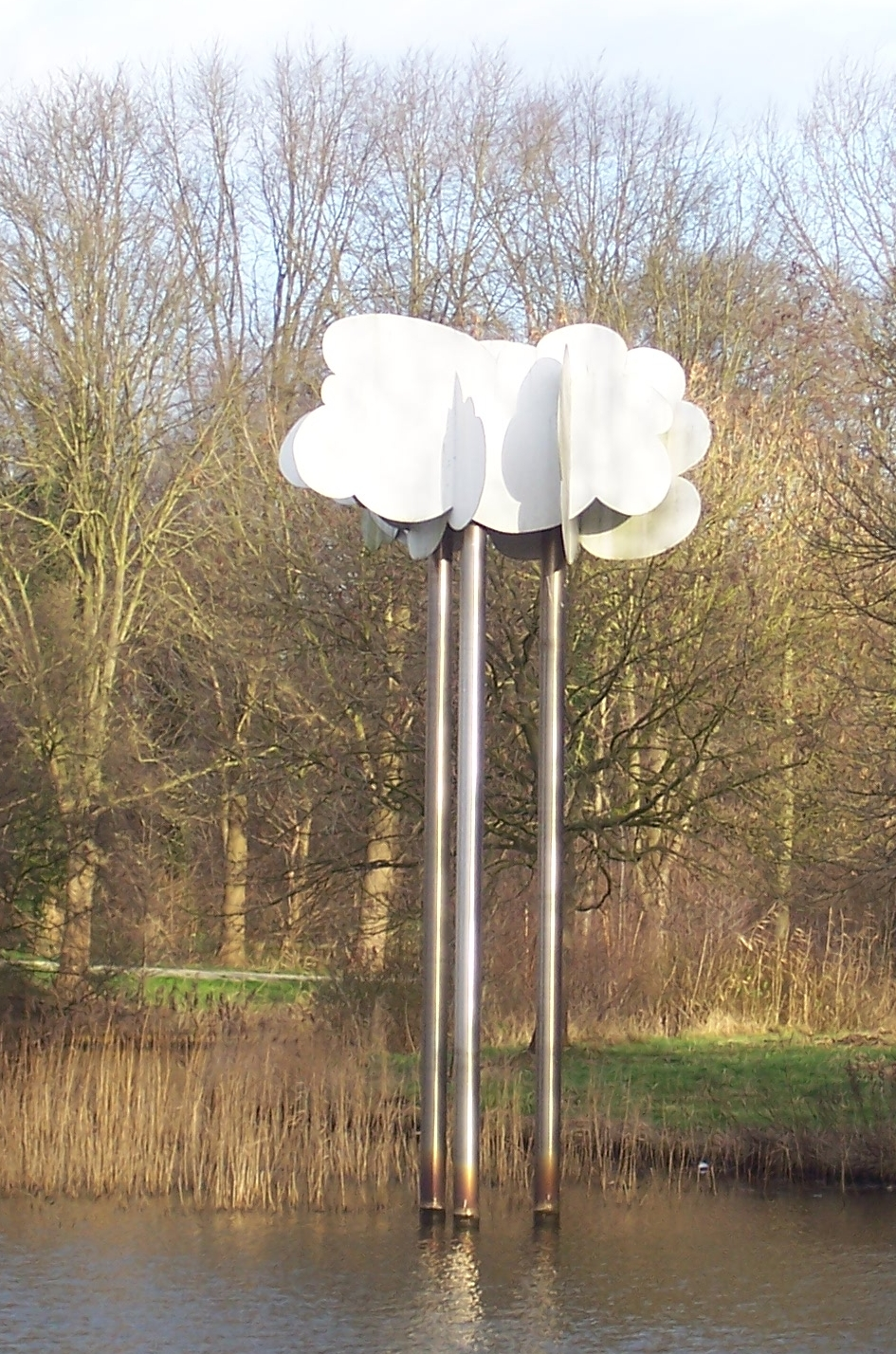
Wolken, kunstwerk van Raymond Perridon. (1977) (genomen in 2011)
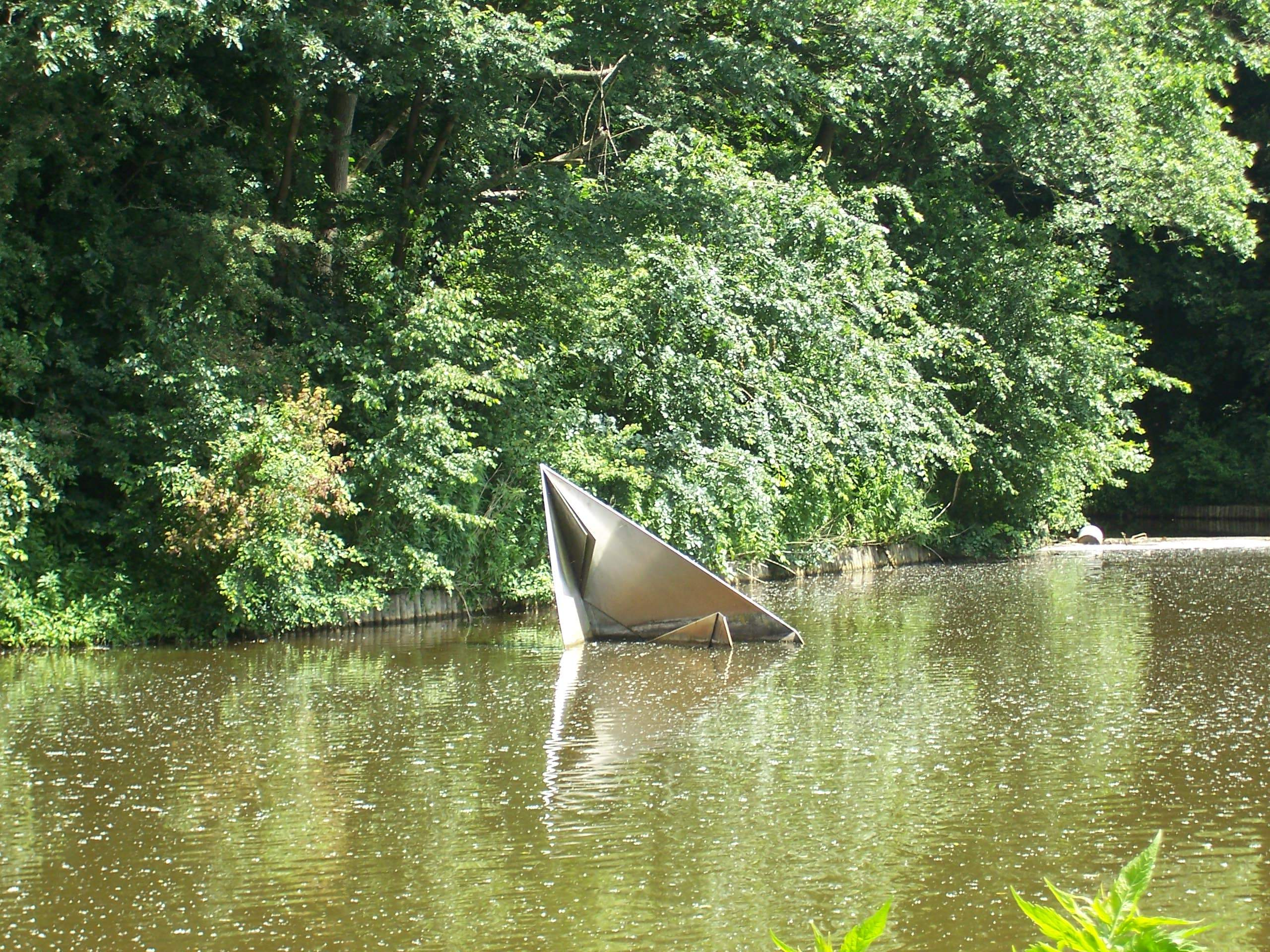
Roestvaststalen object met keien. Stelt opgevouwen papieren bootje voor. (1977) (genomen in 2012)
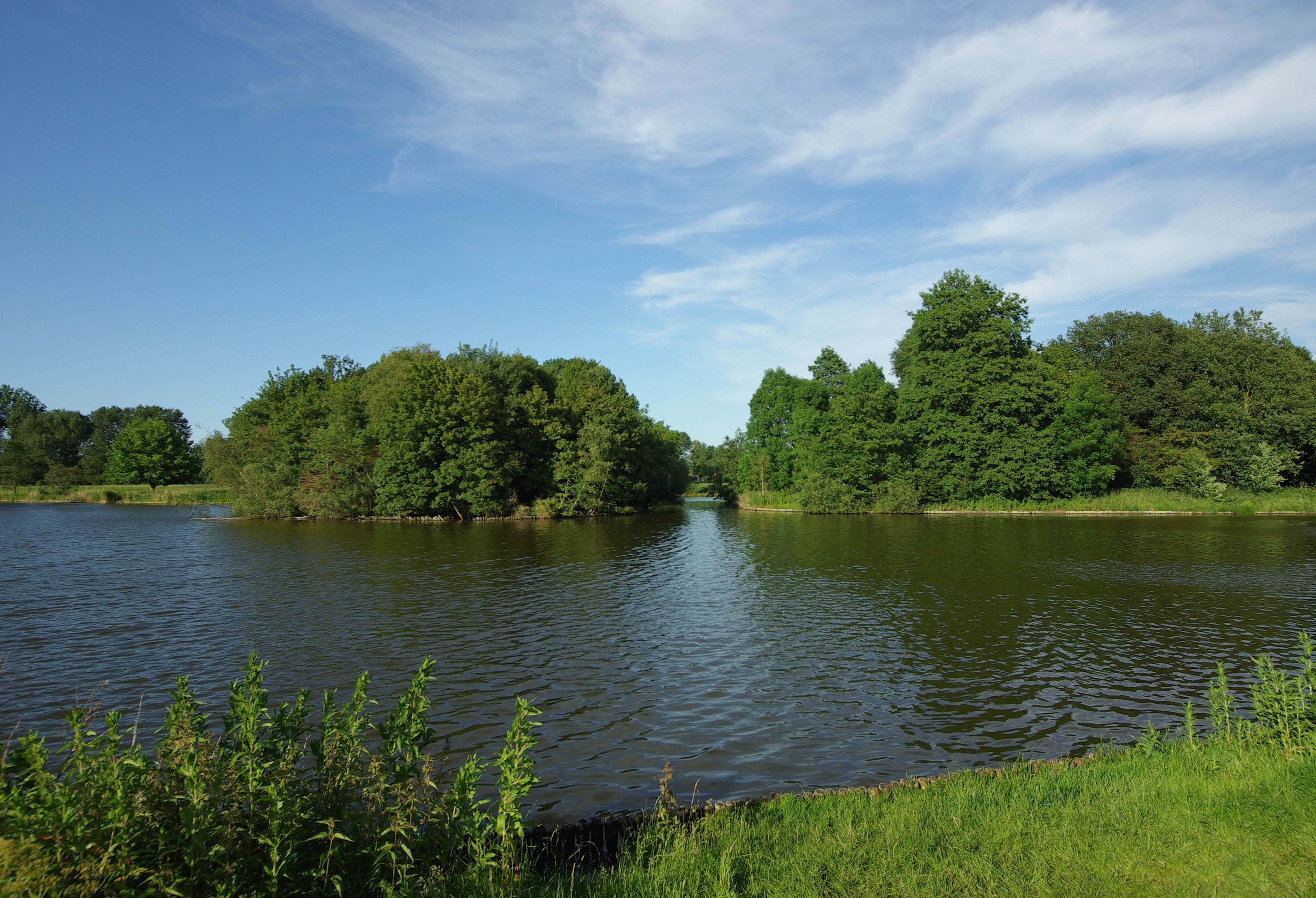
Bijlmerweide met water. Foto genomen in 2011.

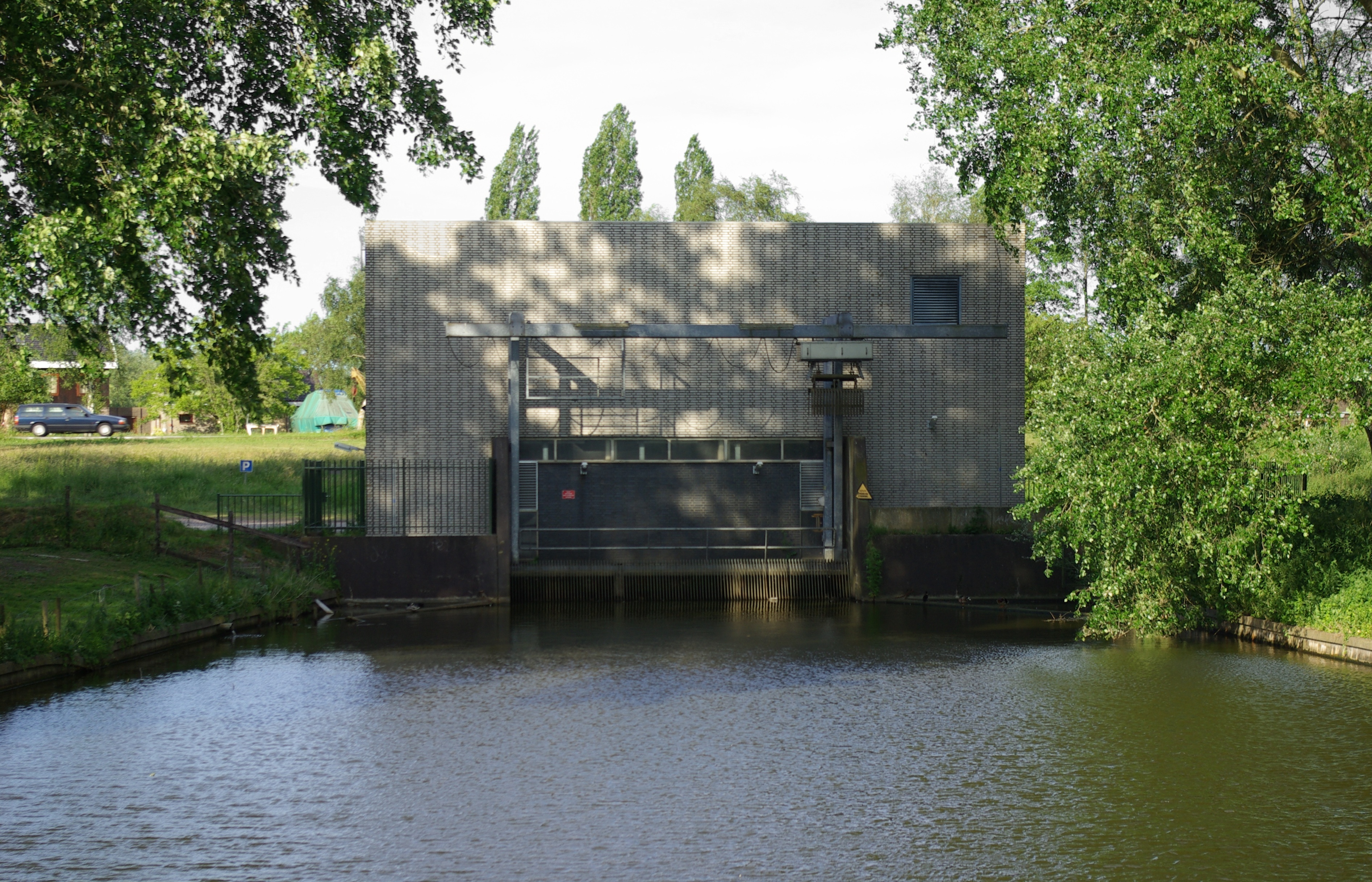
Gemaal Bijlmer. Foto genomen in 2011.
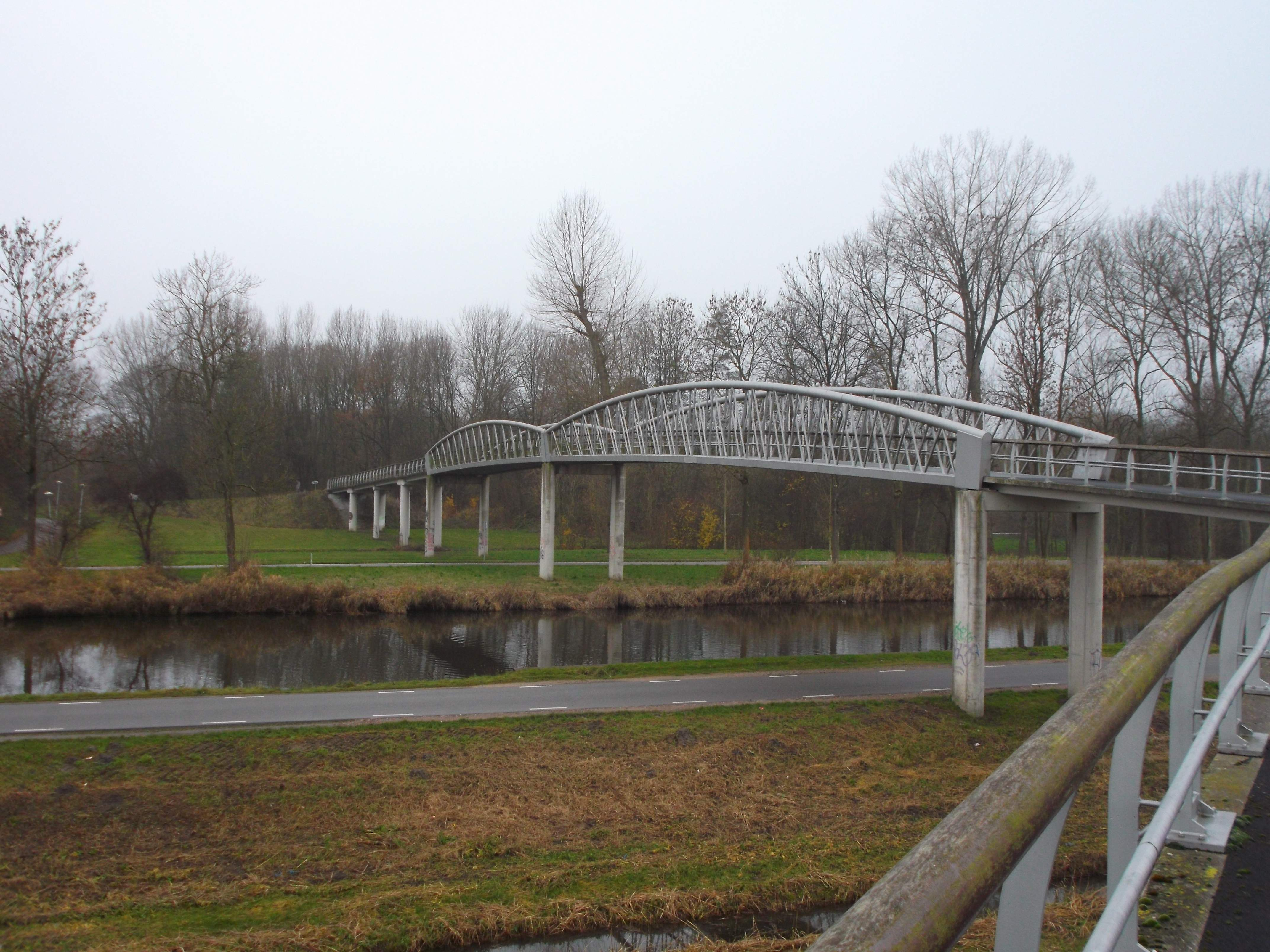
Veeneikbrug, fiets- en voetgangersbrug over de Gaasp.
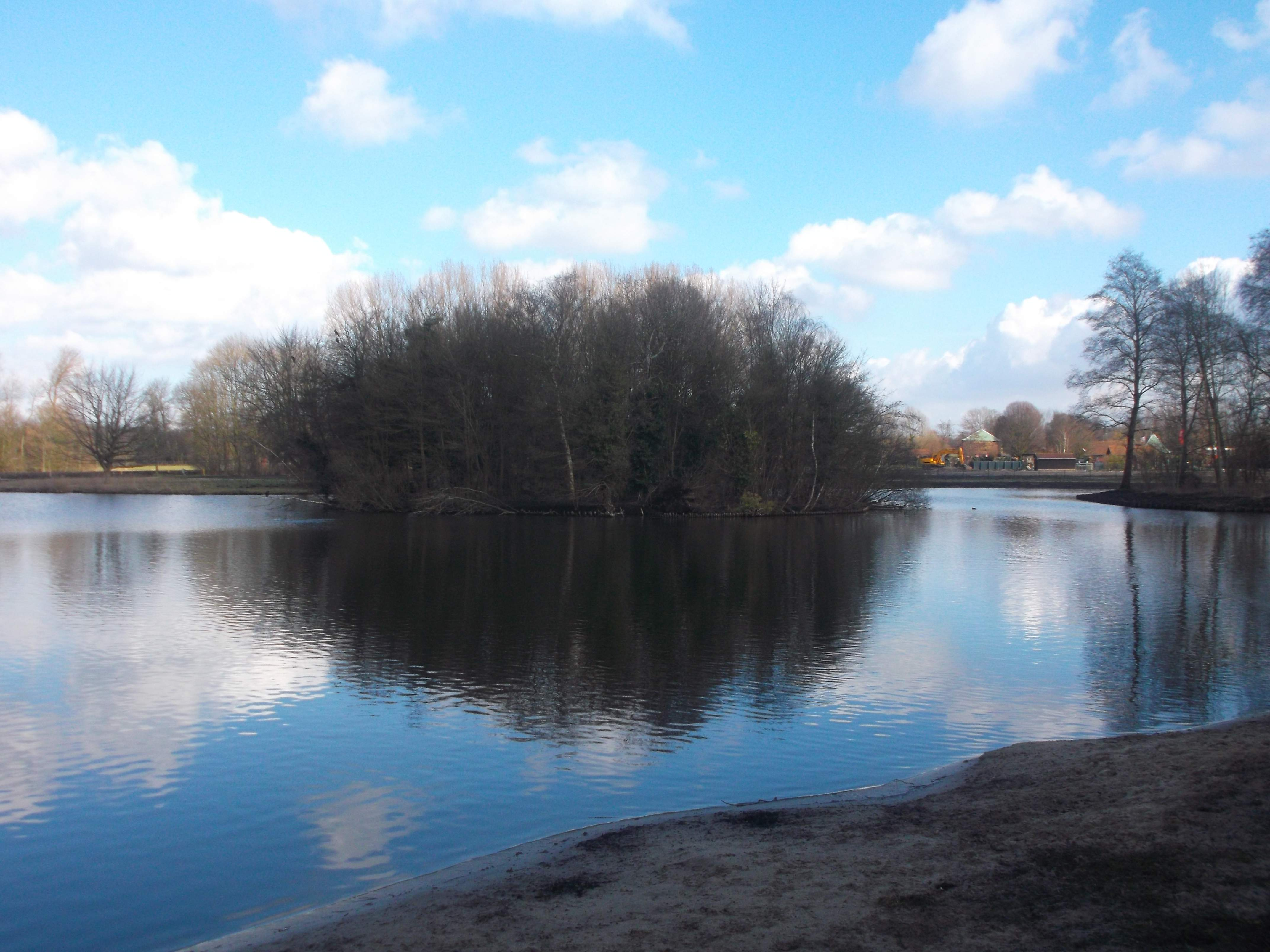
Eilandje in de vernieuwde Bijlmerweide (2015), nadat het waterwerk is uitgebreid.. (2014 - maart 2015)
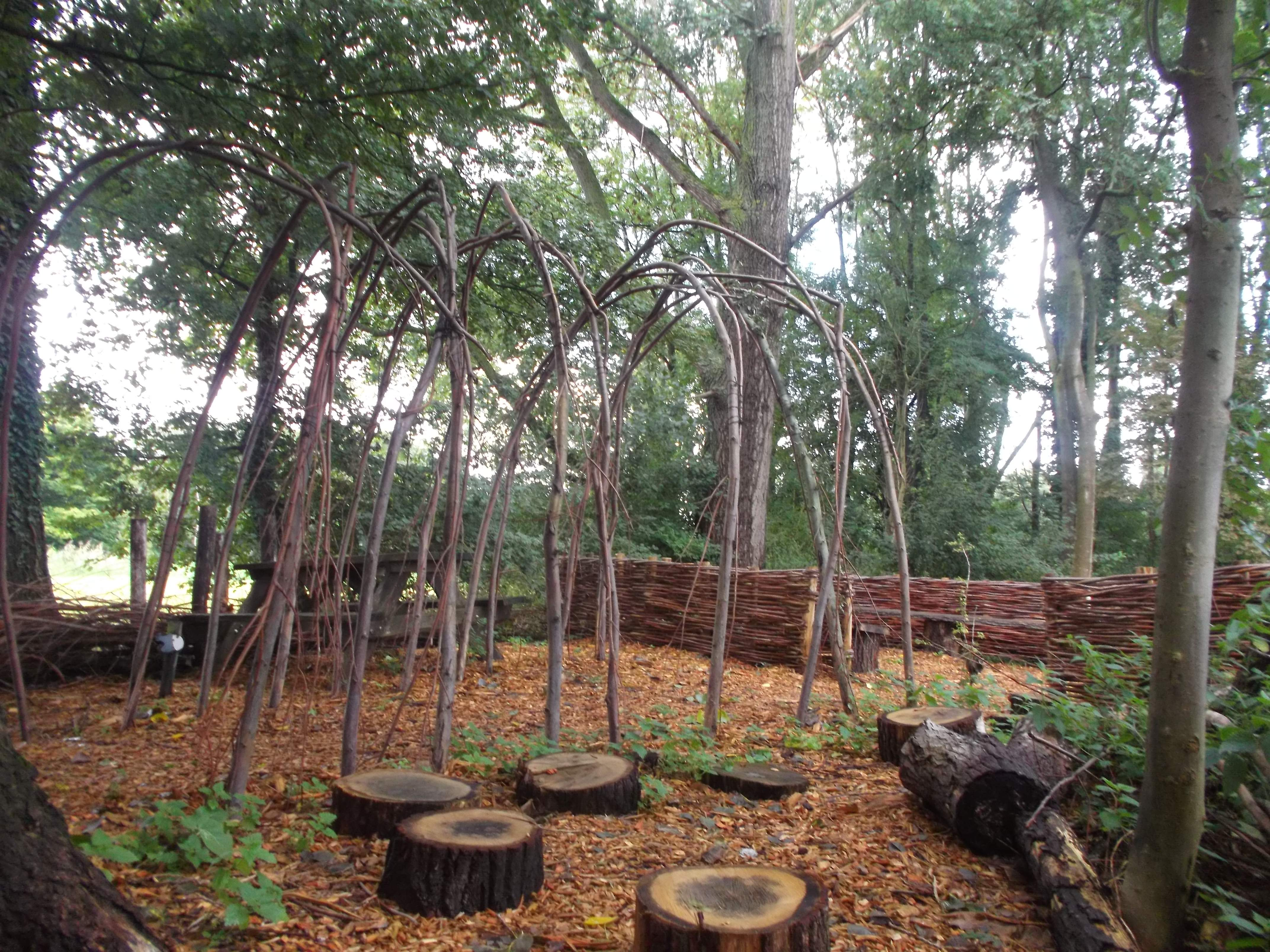
Deel van natuurlijke kunstuiting, september 2017

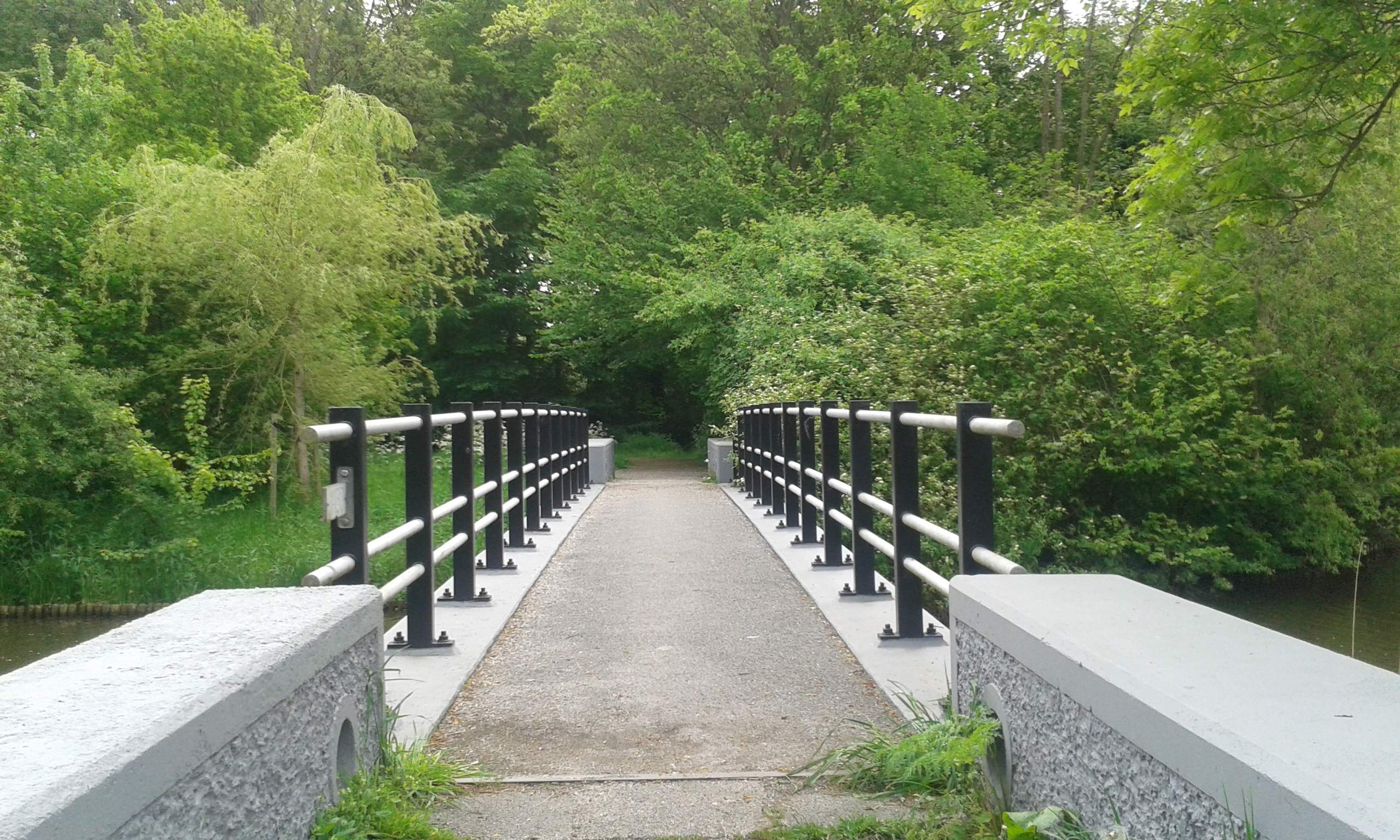
Voetgangersbrug en natuur, mei 2017
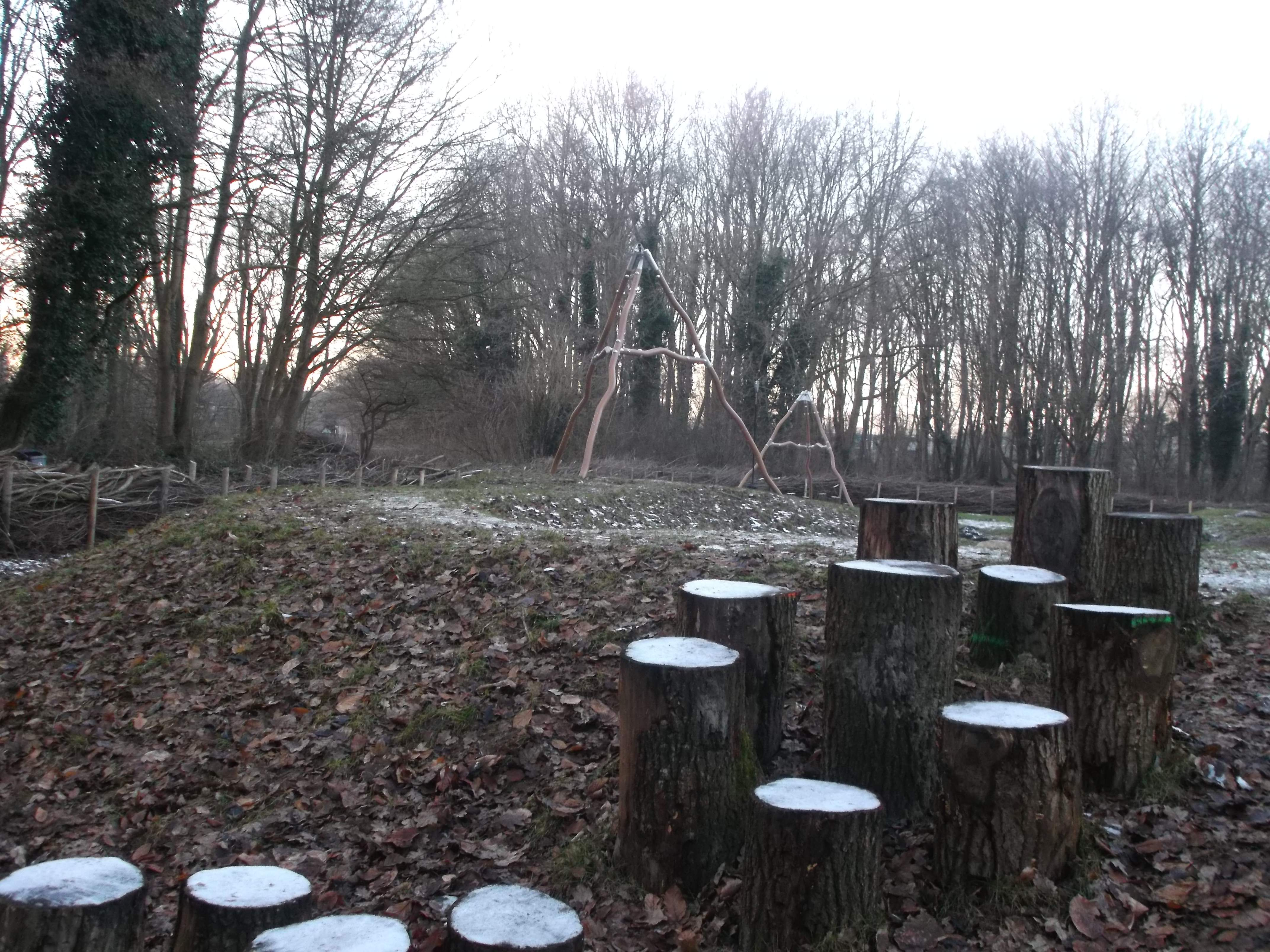
Parcours ("natuurlijke speelplaats") vooral voor kinderen, houten paaltjes en kabelbaan op de foto. Verder een klimboom, betonnen buizen en allerlei evenwichtsbruggetjes van boomstammen alsmede zware keien in een rondje, om op te springen e.d. enz.
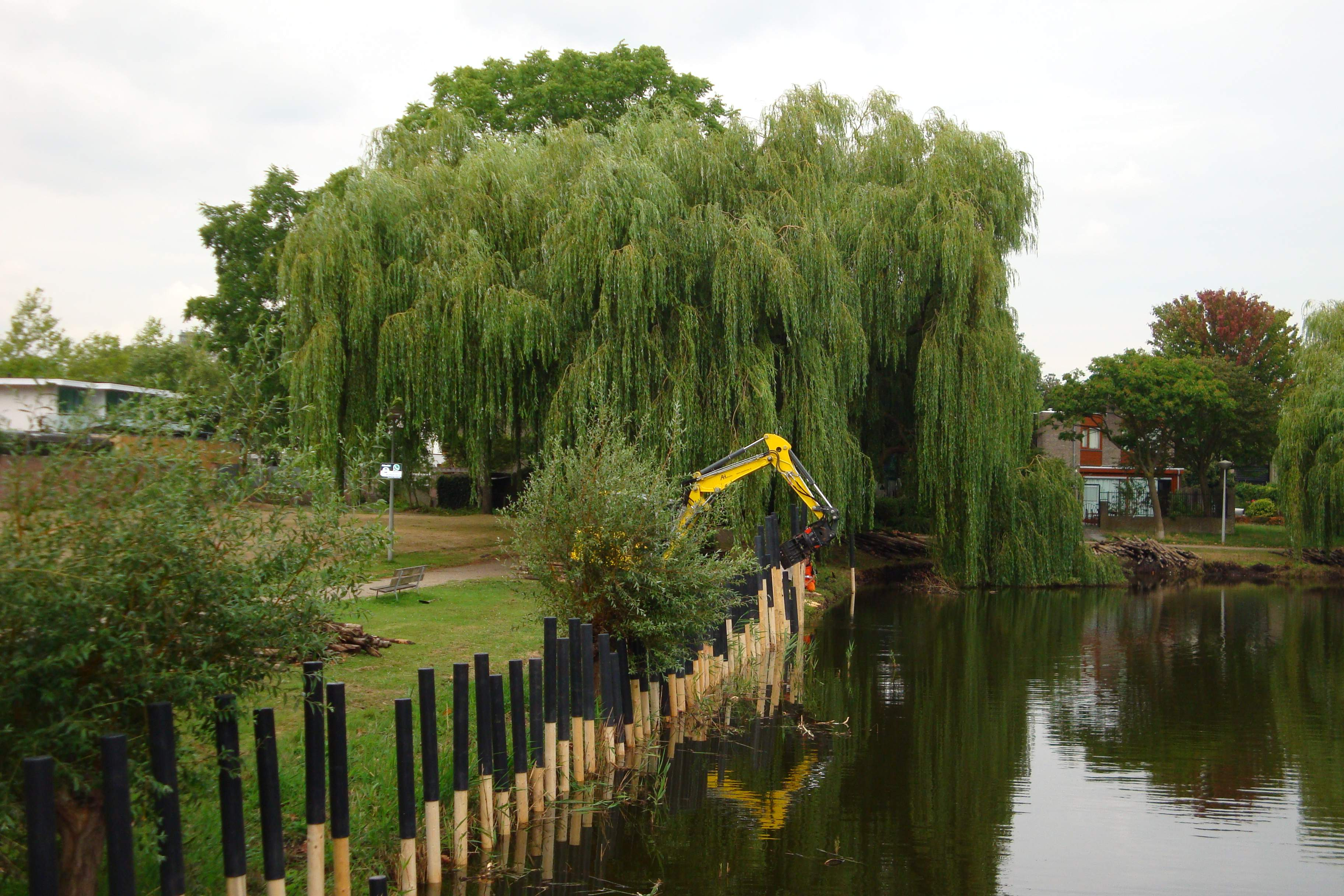
Medio augustus 2018, werkzaamheden. Ca. 1000 palen werden rondom de waterwerken van de Bijlmerweide geplaatst, samen met een kunststof hek. De palen ging minstens 1,5 meter de grond in (vanaf de waterbodem).
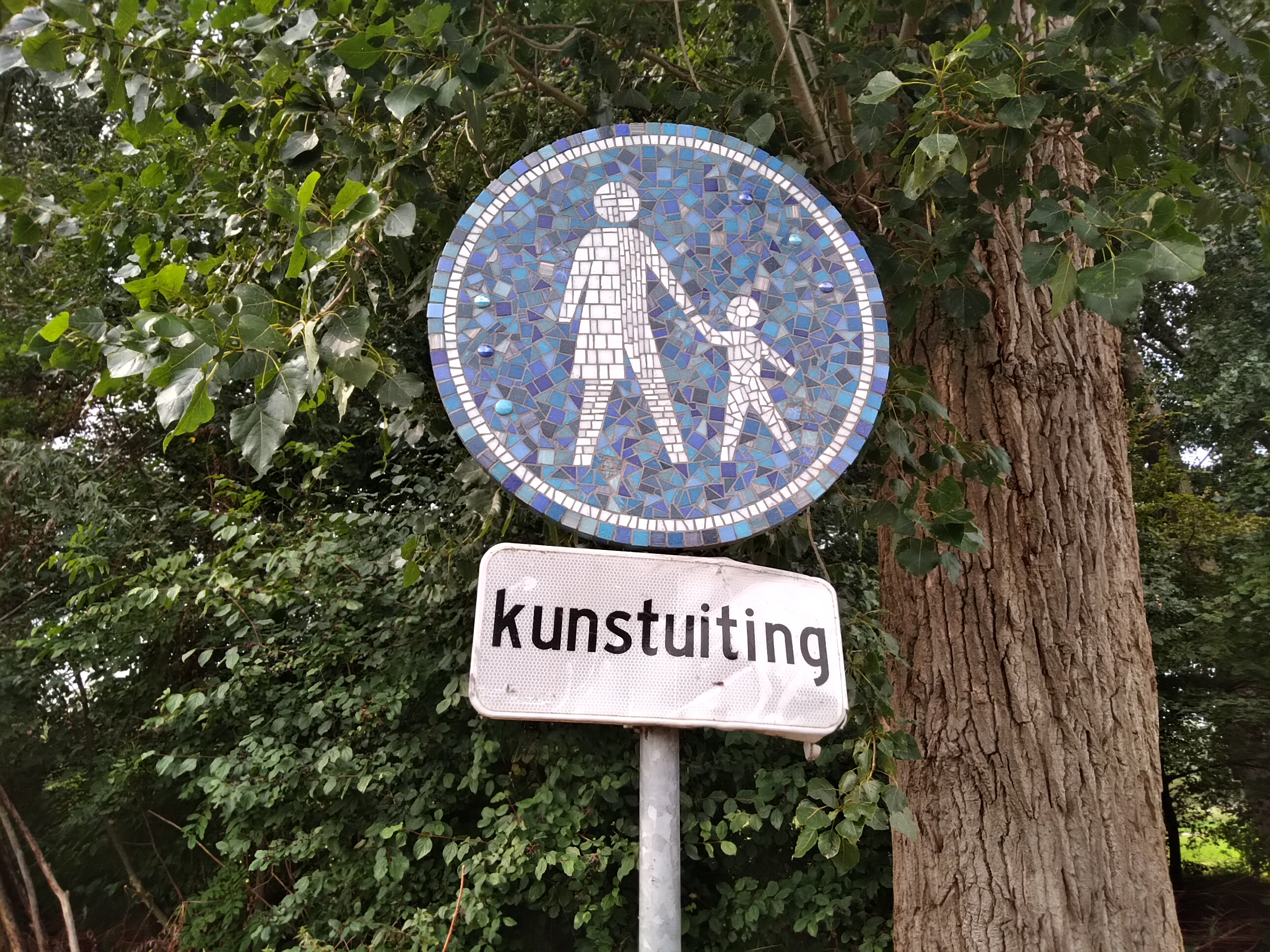
Verkeersbord Peter Vial, foto september 2021